# NGC 1713
NGC 1713 (другие обозначения — UGC 3222, MCG 0-13-56, ZWG 394.59, PGC 16471) — эллиптическая галактика (E) в созвездии Орион.
Этот объект входит в число перечисленных в оригинальной редакции «Нового общего каталога».
Галактика обладает активным ядром.
Галактика NGC 1713 входит в состав группы галактик NGC 1762. Помимо NGC 1713 в группу также входят ещё 26 галактик.
NGC 1713 — ярчайшая галактика скопления. В ней наблюдаются характерные градиенты поглощения магния и металличности звезд.